# Univerza v Vidmu
Univerza v Vidmu (uradni italijanski naziv Università di Udine, furlanski Universitât di Udin) je univerza s sedežem v Vidmu, ki je bila ustanovljena leta 1978. Danes ima univerza 10 fakultet z okoli 16.200 študenti.